# Arki
Arki è una suddivisione dell'India, classificata come nagar panchayat, di 2.877 abitanti, situata nel distretto di Solan, nello stato federato dell'Himachal Pradesh. In base al numero di abitanti la città rientra nella classe VI (meno di 5.000 persone).

## Geografia fisica
La città è situata a 31° 8' 60 N e 76° 58' 0 E e ha un'altitudine di 1.044 m s.l.m..

## Società

### Evoluzione demografica
Al censimento del 2001 la popolazione di Arki assommava a 2.877 persone, delle quali 1.525 maschi e 1.352 femmine. I bambini di età inferiore o uguale ai sei anni assommavano a 371, dei quali 203 maschi e 168 femmine. Infine, coloro che erano in grado di saper almeno leggere e scrivere erano 2.234, dei quali 1.230 maschi e 1.004 femmine.